# Unfriedtbau
Unfriedtbau (или Friedrichsbau) (дословно — «Здание Унфридта») — барочное юго-восточное крыло замка Кёнигсберг, которое было предназначено в качестве резиденции прусского короля. Оно также являлось гостевым помещением. Название крылу здания было дано в честь мастера-строителя Иоахима Людвига Шультхайса фон Унфридта.

## История
После коронации Фридриха I как короля Пруссии замок Кёнигсберга было решено перестроить для представительских потребностей. Планировалось превратить восточное крыло в трехэтажный барочный комплекс. Перестройка здания была начата в 1705 году. Однако до смерти Фридриха I в 1713 году была завершена только южная часть здания. Его преемником Фридрихом Вильгельмом I работы были прекращены в том же году.

## Описание
На втором этаже здания располагались жилые комнаты и небольшие представительские помещения.
Исторически значимые помещения:
- Комната рождения Фридриха I: Большая десятиметровая комната, построенная Якобом Бинком в 1544—1547 годах по указанию герцога Альбрехта. Все стены и потолки были отделаны деревянными панелями и украшены инкрустациями. Говорят, что филигранная дымовая труба из песчаника была произведением скульптора Корнелиуса Флориса. Во времена монархии комната могла быть показана посетителям только по запросу.
- Палата Ордена Чёрного орла: кожаные обои и фрески из раннего периода рококо изображали итальянские пейзажи с древними руинами. Символ чёрного орла и звезда были изображены с фигуративной цепью на рельефном фризе. В этом помещении и в замковой церкви встречались рыцари ордена. Кроме того, к данному помещению примыкали королевские апартаменты, жилые помещения монарха: рабочие, спальные и гардеробные комнаты.
- Тронный зал: на стенах были портреты всех умерших прусских королей: Фридриха I, Фридриха Вильгельма I, Фридриха II, Фридриха Вильгельма II, Фридриха Вильгельма III, Фридриха Вильгельма IV, Вильгельма I, Фридриха III. Портрет Вильгельма II в тронном зале отсутствовал. Тронное кресло было с балдахином, на полу лежали ковры с изображением лошадей тракененской породы.

В других комнатах были родовой зал, зеркальный зал, императорский салон, кафельный зал, комнаты королевы Луизы, квартира кронпринца, гардеробная императора, императорская спальня, стандартные комнаты, кабинет императора, столовая.

## Галерея

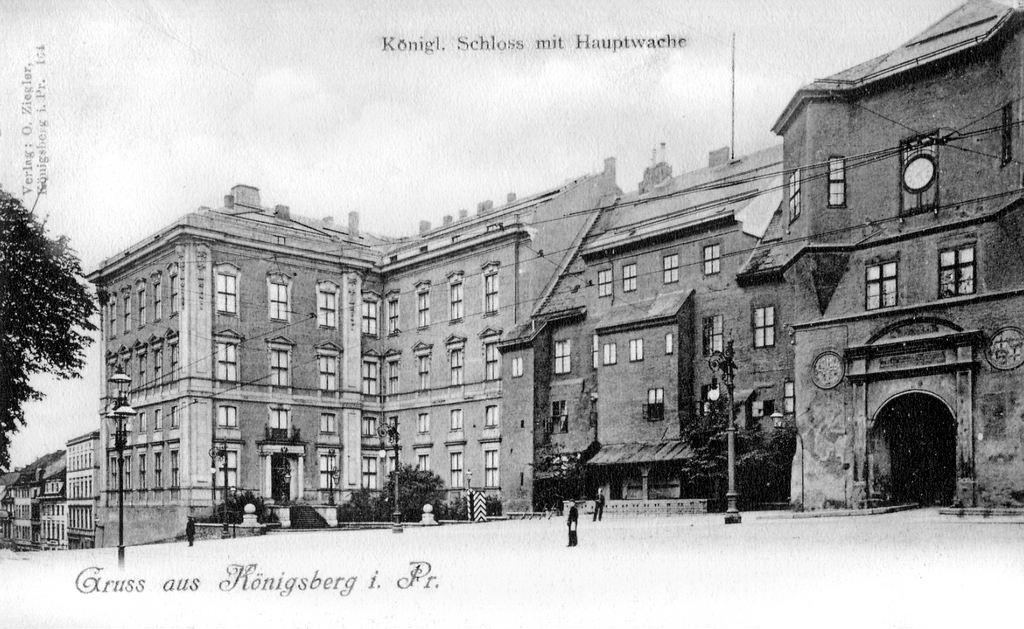
Общий фасад здания
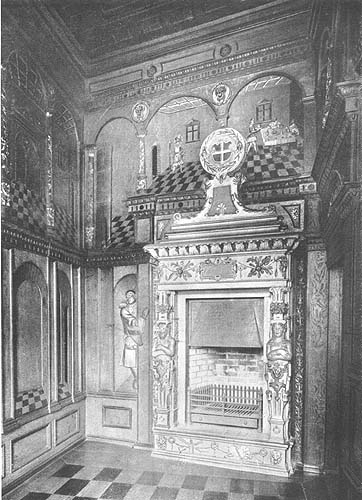
Так называемая комната рождения Фридриха I
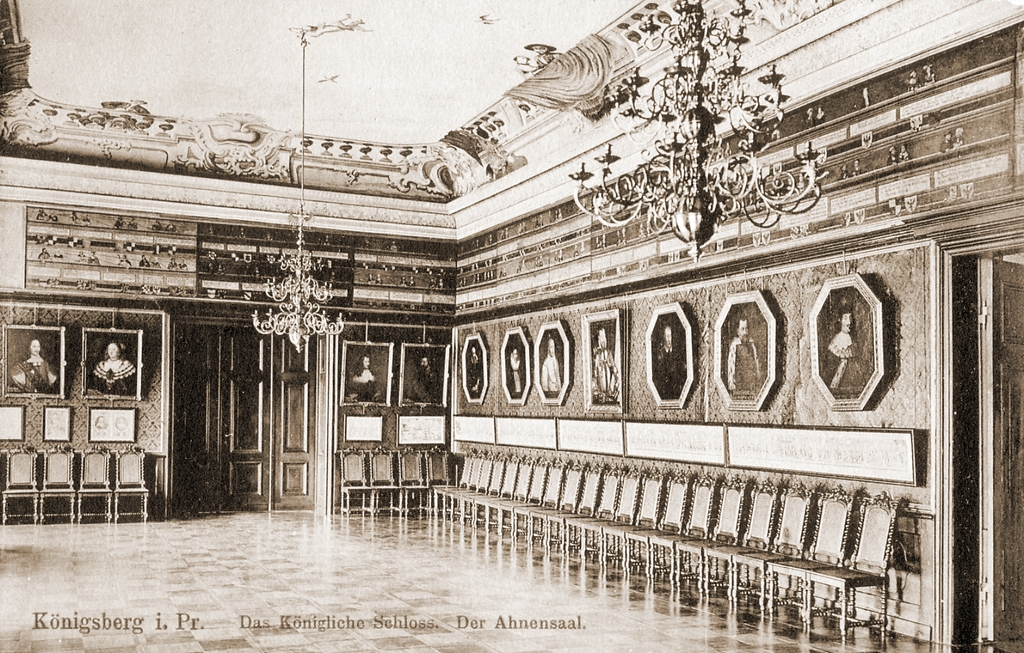
Зал предков
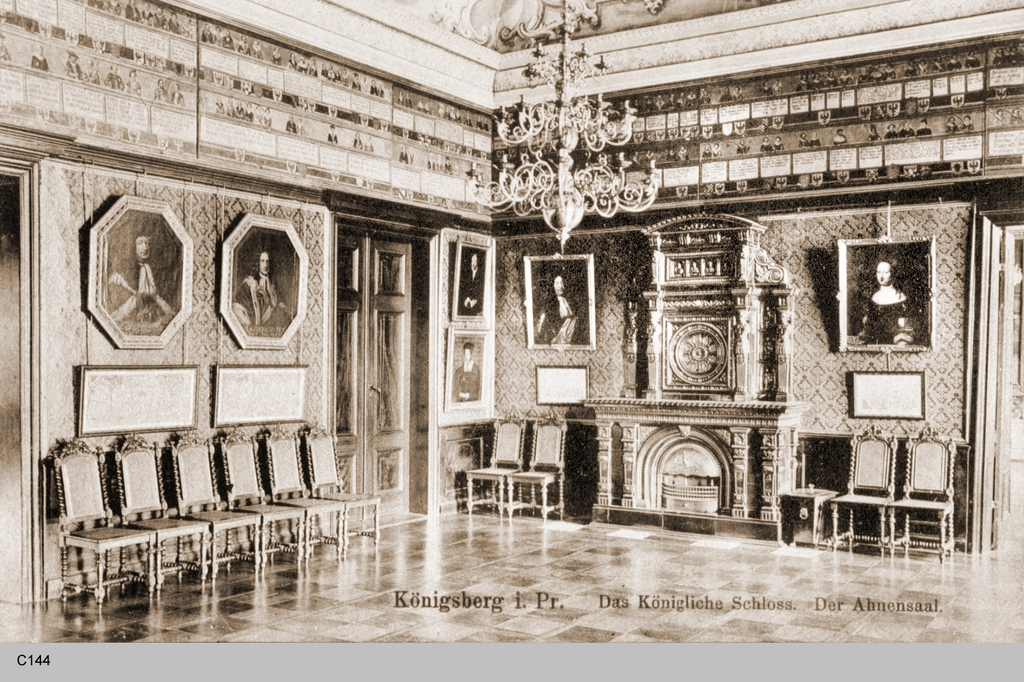
Зал предков
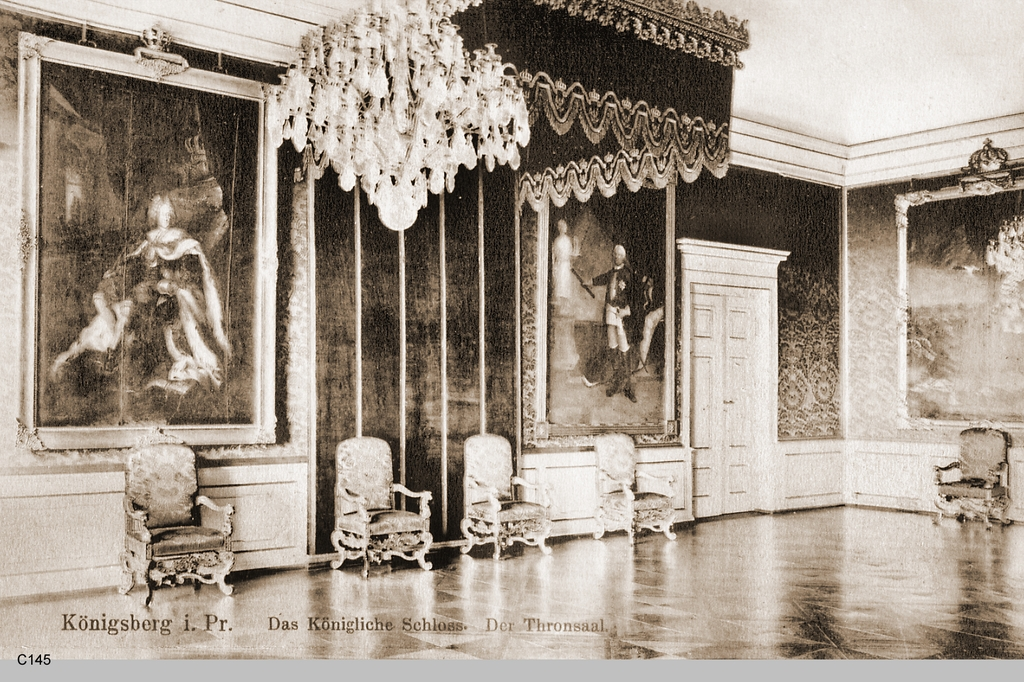
Тронный зал
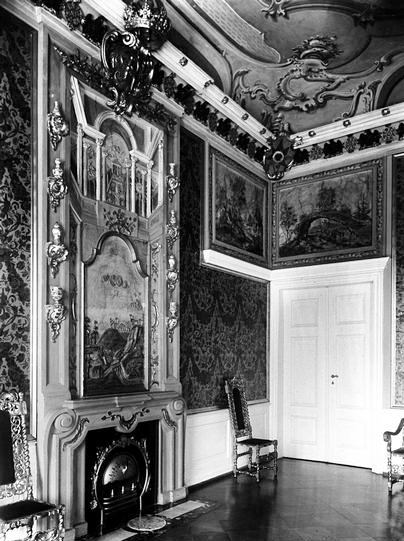
Зал Ордена Чёрного орла
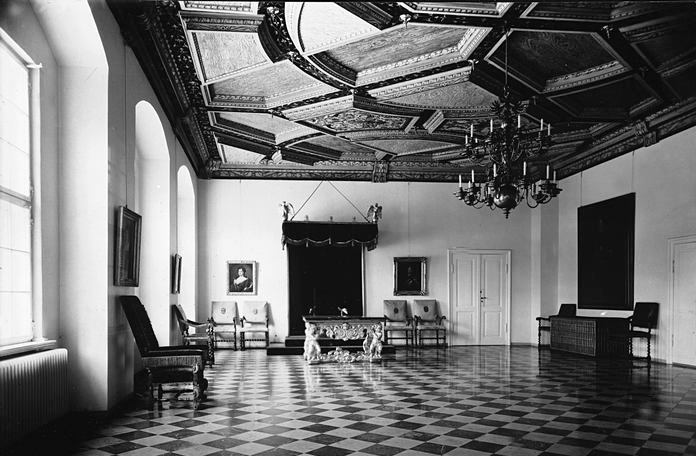
Общий вид кафельного зала
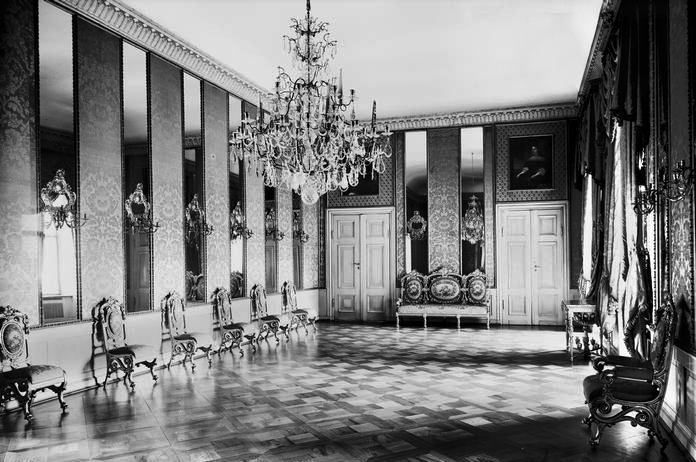
Зеркальный зал
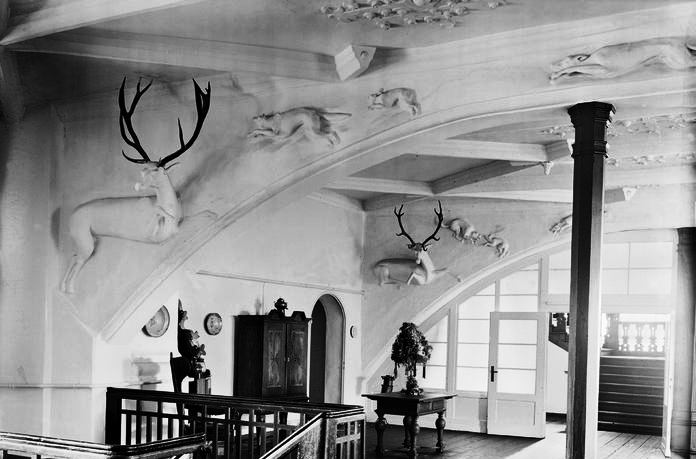
Охотничий зал
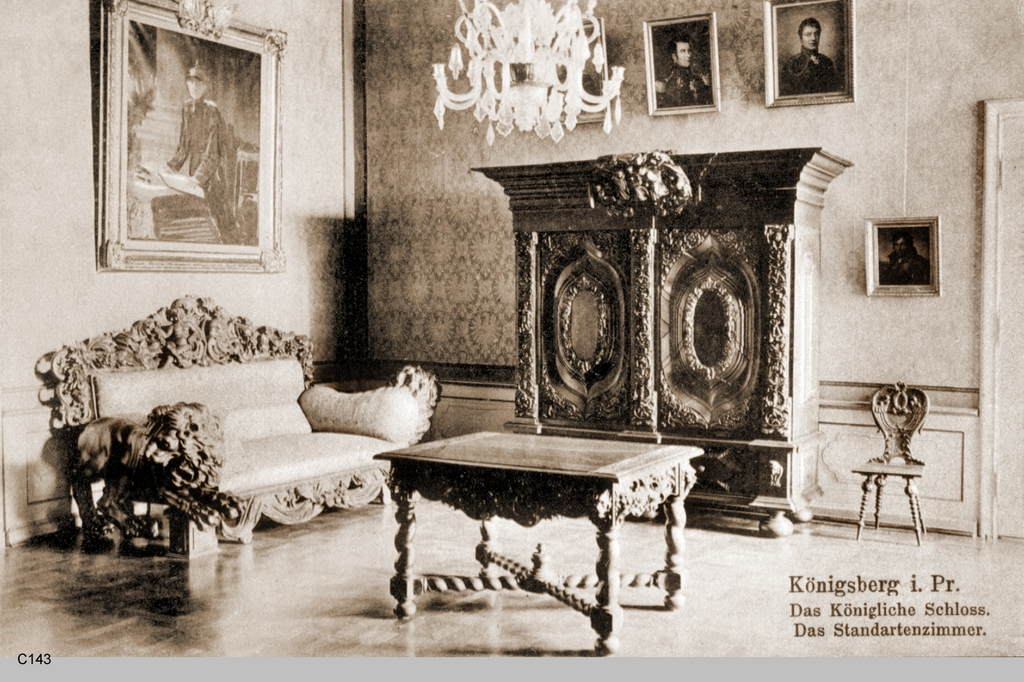
Диван со львом в стандартном зале